# Левченко, Иван Алексеевич
Ива́н Алексе́евич Ле́вченко (15 октября 1921, Проциков, Весёловский район, Ростовская область, СССР — 20 марта 1943, Стрелецкая Слобода, Севский район, Орловская область, СССР) — советский военнослужащий, лейтенант, Герой Советского Союза. Командир миномётного взвода 249-го кавалерийского полка, 7-й кавалерийской дивизии, 2-го гвардейского кавалерийского корпуса Центрального фронта.

## Биография
Родился 15 октября 1921 года в хуторе Проциков Весёловского района Ростовской области в семье крестьянина. Русский.
В 1939 году, окончив среднюю школу, Иван Левченко по комсомольской путевке уехал в Тамбовское Краснознаменное кавалерийское училище. Окончив его, он получил назначение в одну из частей, которая дислоцировалась на Дальнем Востоке.
В действующей армии с марта 1943 года.
Лейтенант И. А. Левченко отличился в боях в Севском районе Орловской (ныне Брянской) области. В ночь с 20 на 21 марта 1943 года во главе взвода в тылу противника у села Стрелецкая (ныне Стрелецкая Слобода) уничтожил много гитлеровцев. В бою взвод погиб, а Иван Левченко был тяжело ранен и окружён фашистами. Предпочёл смерть плену, взорвав себя и окруживших его врагов гранатой.
Из наградного листа:

«В ночь с 20 на 21 марта 1943 года участвовал в ночном налёте в районе Стрелецкой , будучи ранен и окружён группой противника продолжал отстреливаться до последнего патрона, уничтожив восемь гитлеровцев. Не желая живым попасть в руки немцев ручной гранатой подорвал себя».

Командир и начальник штаба 249-го кавалерийского полка написал матери:

«Ваш сын, лейтенант Левченко Иван Алексеевич, в бою за социалистическую Родину, верный Военной присяге, проявив геройство и мужество, погиб и похоронен у села Стрелецкая Орловской области».

Похоронен в деревне Стрелецкая Слобода Севского района Брянской области.
Указом Президиума Верховного Совета СССР «О присвоении звания Героя Советского Союза начальствующему и рядовому составу Красной Армии» от 18 мая 1943 года за  «образцовое выполнение боевых заданий командования на фронте борьбы с немецкими захватчиками и проявленные при этом отвагу и геройство» удостоен посмертно звания Героя Советского Союза.

## Память
- В хуторе Проциков Весёловского района Ростовской области в память об И. А. Левченко установлена мемориальная доска.
- В посёлке Весёлый Веселовского района именем И. А. Левченко названа улица.
- Имя И. А. Левченко присвоено Багаевской средней школе в посёлке Чаканиха Весёловского района Ростовской области.
- В городе Семикаракорск Ростовской области его именем названы площадь и средняя школа № 3.
- В селе Басово (Золочевский район) Золочевского района Харьковской области Украины установлен памятный знак..